# Arne Jacobsen (arquero)
Arne Erik Jacobsen (Aarhus, 12 de junio de 1942) es un deportista danés que compitió en tiro con arco, en la modalidad de arco recurvo.
Ganó una medalla en el Campeonato Mundial de Tiro con Arco al Aire Libre de 1969 y cuatro medallas en el Campeonato Europeo de Tiro con Arco al Aire Libre entre los años 1968 y 1974.

## Palmarés internacional
| Campeonato Mundial al Aire Libre | Campeonato Mundial al Aire Libre | Campeonato Mundial al Aire Libre | Campeonato Mundial al Aire Libre |
| Año                              | Lugar                            | Medalla                          | Prueba                           |
| -------------------------------- | -------------------------------- | -------------------------------- | -------------------------------- |
| 1969                             | Valley Forge (Estados Unidos)    | Medalla de plata                 | Equipo                           |
| Campeonato Europeo al Aire Libre |                                  |                                  |                                  |
| Año                              | Lugar                            | Medalla                          | Prueba                           |
| 1968                             | Reutte (Austria)                 | Medalla de bronce                | Equipo                           |
| 1970                             | Hradec Králové (Checoslovaquia)  | Medalla de plata                 | Individual                       |
| 1972                             | Walferdingen (Luxemburgo)        | Medalla de plata                 | Individual                       |
| 1974                             | Zagreb (Yugoslavia)              | Medalla de plata                 | Equipo                           |